# Дискография Лайзы Миннелли
Нижеперечисленное является дискографией Лайзы Миннелли. Включает в себя 11 студийных и 10 концертных альбомов, 21 сингл, 15 компиляций (сборников), 13 саундтреков, 4 видеоклипа к песням.

## Альбомы

### Студийные и концертные альбомы
| Дата релиза      | Название                 | Примечания |
| ---------------- | ------------------------ | --- |
| Сентябрь 1964    | Liza! Liza!              | Первый студийный альбом (Capitol Records)                                                                                   |
| Март 1965        | It Amazes Me             | Студийный альбом (Capitol Records)                                                                                          |
| Декабрь 1966     | There Is a Time          | Студийный альбом (Capitol Records)                                                                                          |
| 9 февраля 1968   | Liza Minnelli            | Студийный альбом (A&M Records). Содержит интерпретации певицей известных поп- и рок-песен                                   |
| 1 февраля 1969   | Come Saturday Morning    | Студийный альбом (A&M Records)                                                                                              |
| Сентябрь 1970    | New Feelin'              | Студийный альбом (A&M Records)                                                                                              |
| Март 1973        | The Singer               | Студийный альбом (Columbia Records)                                                                                         |
| 1977             | Tropical Nights          | Студийный альбом (DRG Records)                                                                                              |
| 11 сентября 1989 | Results                  | Звукозаписывающий лейбл Epic Records. Совместная работа с Pet Shop Boys и Джулианом Мендельсоном. 6 место в UK Albums Chart |
| 1996             | Gently                   | Студийный альбом (Angel Records)                                                                                            |
| 2009             | Liza's at The Palace...! | Концертный альбом (Hybrid Recordings)                                                                                       |
| 21 сентября 2010 | Confessions              | Студийный альбом (Decca Records)                                                                                            |